# たつの市民病院
たつの市民病院（たつのしみんびょういん）は、兵庫県たつの市にある医療機関。たつの市が設置する地方独立行政法人たつの市民病院機構が運営する病院である。

## 沿革
病院の立地する中島地区はもとは官有林であったが、1940年代に網干・余部（現・姫路市）に進出した東芝は2町4村にわたる広大な用地買収を行い、1943年11月には病院敷地の買収を行っている。戦後東芝が過度経済力集中排除法の適用を受け網干工場が西芝電機として独立すると、網干工場に属していた東芝病院は存続が難しくなり、1952年4月に御津町が東芝病院を買収し、公立御津病院として開院する。東芝病院をそのまま引き継いだため当初より総合病院として出発していて、地域の医療を牽引していくことになる。病院南側には1958年に御津町・揖保川町一部事務組合（1966年に太子町も参加）による揖南伝染病院が設置された。
その後、2005年10月に市町村合併により、たつの市立御津病院に2012年8月に、たつの市民病院に改称する。2020年4月に地方独立行政法人たつの市民病院機構に運営形態を変更した。
- 1952年4月 - 御津町が東芝病院を買収し、公立御津病院として開院。
- 1983年10月 - 本館を新築。
- 2005年10月 - 市町村合併により運営主体がたつの市となり、たつの市立御津病院に名称変更。
- 2012年
  - 8月 - たつの市民病院に名称変更。
  - 11月 - 病院新築工事が竣工。
- 2015年7月1日 - 回復期リハビリテーション病棟開設。
- 2016年3月1日 - 訪問看護ステーション「れんげ」開設。
- 2020年4月 - 地方独立行政法人たつの市民病院機構に運営形態を変更[2][7]。

## 診療科
- 内科
- 呼吸器内科
- 消化器内科
- 循環器内科
- 糖尿病内科
- 外科
- 脳神経外科
- 整形外科
- 麻酔科
- リハビリテーション科
- 眼科
- 精神科
- 老年精神科
- 歯科
- 皮膚科
- 形成外科
- 泌尿器科

出典